# Дубовый (Ставропольский край)
Дубо́вый (устар. Дубовой) — хутор в Шпаковском районе (муниципальном округе) Ставропольского края России.
До 16 марта 2020 года входил в состав сельского поселения Пелагиадский сельсовет.

## География
Расположен в левобережье реки Развилки на высоте 363 метра над уровнем моря.
Расстояние до краевого центра: 23 км. Расстояние до районного центра: 11 км.
На окраине хутора находится общественное закрытое кладбище площадью 400 м².

## Население
| 1925 | 1926 | 1989 | 2002 | 2010 | 2013 | 2014 |
| ---- | ---- | ---- | ---- | ---- | ---- | ---- |
| 111  | ↗123 | ↘6   | ↘2   | ↗11  | →11  | →11  |
| 2021 |      |      |      |      |      |      |
| ↘8   |      |      |      |      |      |      |

По данным переписи 2002 года, в хуторе проживало 2 человека, все — русские (100 %).